# Muraenoclinus
Muraenoclinus is een monotypisch geslacht van straalvinnige vissen uit de familie van de beschubde slijmvissen (Clinidae). Het geslacht is voor het eerst wetenschappelijk beschreven in 1946 door Smith.

## Soort
- Muraenoclinus dorsalis (Bleeker, 1860)